# قطور (شاهين دج)
قطور هي قرية في مقاطعة شاهين دج، إيران. عدد سكان هذه القرية هو 642 في سنة 2006.